# Lynn Family Stadium
Das Lynn Family Stadium ist ein Fußballstadion in der US-amerikanischen Stadt Louisville im Bundesstaat Kentucky. Die Anlage wurde 2020 eröffnet und bietet 11.700 Sitzplätze und kann bei Bedarf auf bis zu 15.304 Plätze erweitert werden.
Die Spielstätte nutzen der Louisville City FC aus der USL Championship und der Racing Louisville FC aus der National Women’s Soccer League für ihre Heimspiele.